# Vicariato apostólico de las Islas Comoras
El vicariato apostólico de las Islas Comoras (en latín: Vicariatus Apostolicus Insularum Comorensium y en francés: Vicariat apostolique de l'archipel des Comores) es una circunscripción eclesiástica de la Iglesia católica en Comoras y en Mayotte. Se trata de un vicariato apostólico latino, inmediatamente sujeto a la Santa Sede. Desde el 1 de mayo de 2010 su vicario apostólico es el obispo Charles Mahuza Yava, de la Sociedad del Divino Salvador.

## Territorio y organización

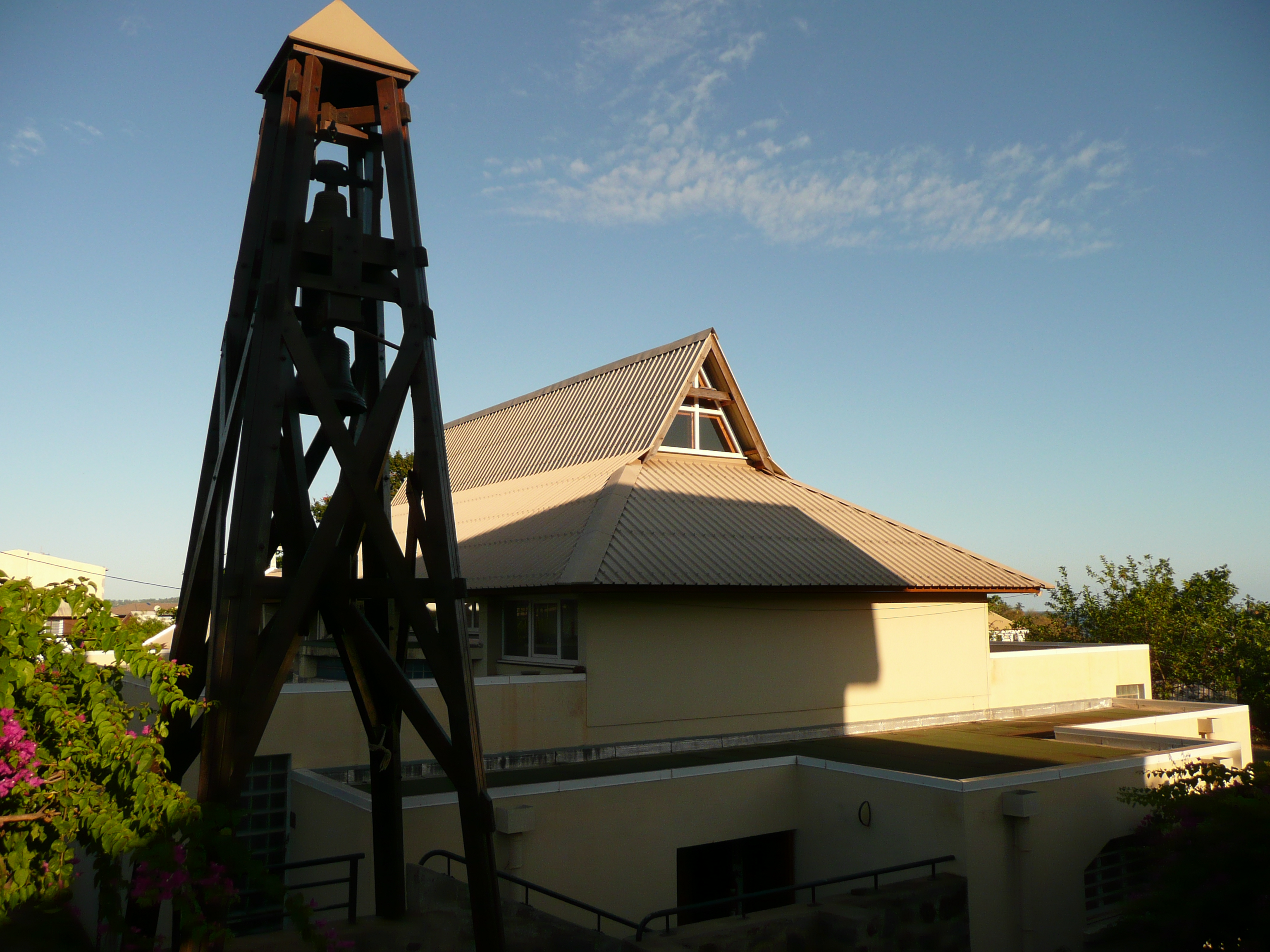
Iglesia Nuestra Señora de Fátima, en Mamoudzou

El vicariato apostólico tiene 2235 km² y extiende su jurisdicción sobre los fieles católicos de rito latino residentes en Comoras y en el departamento y región de ultramar de Mayotte (perteneciente a Francia).

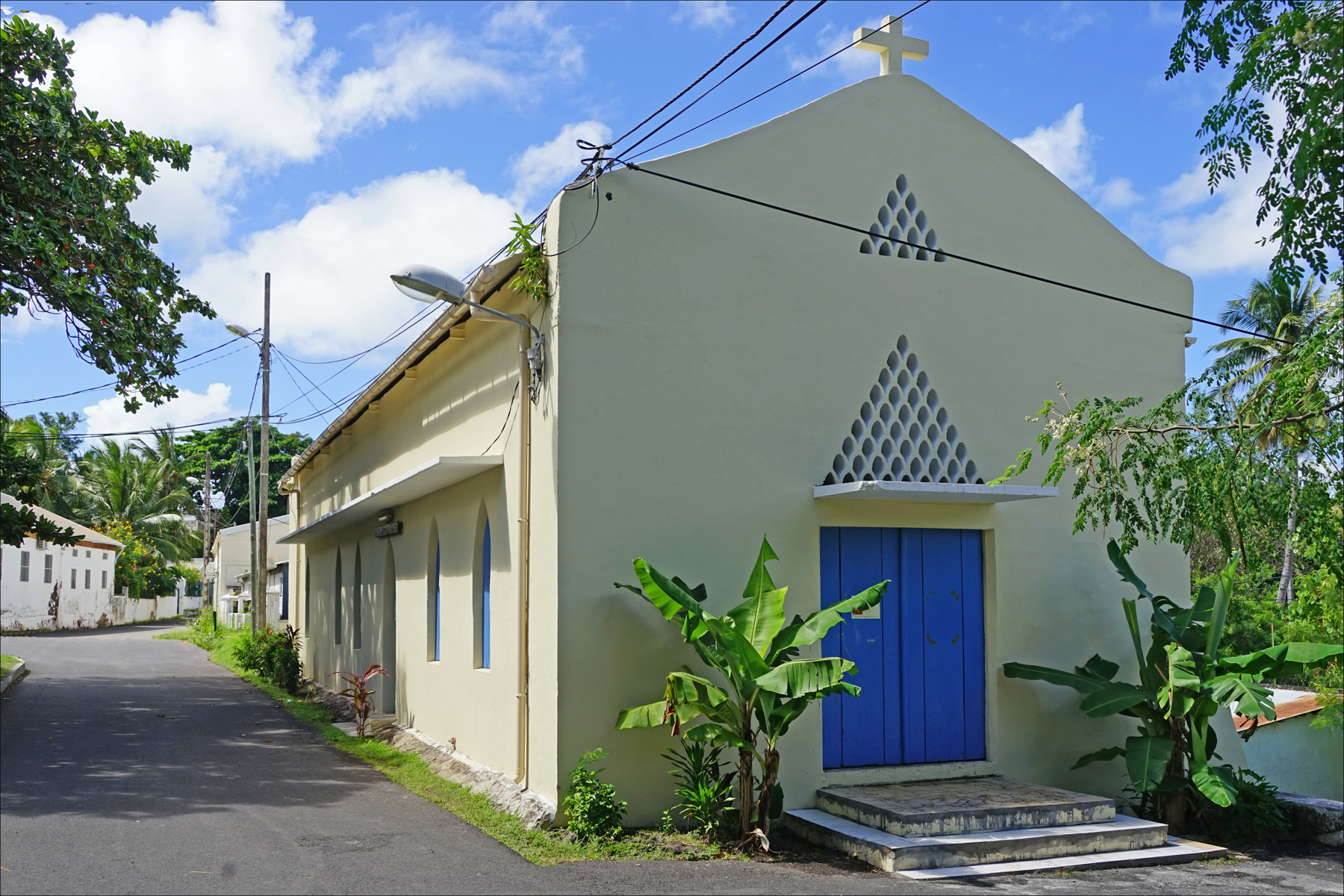
Iglesia de San Miguel, en Dzaoudzi

La sede del vicariato apostólico se encuentra en la ciudad de Moroni, en la isla Gran Comora. 
En 2022 en el vicariato apostólico existían 5 parroquias. En Moroni se encuentra la iglesia de Santa Teresa del Niño Jesús, que abarca a todo el país de Comoras. En Mamoudzou, Mayotte, se encuentra la parroquia Nuestra Señora de Fátima, que tiene como subsidiaria a la iglesia de San Miguel en Dzaoudzi, en Pamanzi.
Los católicos son mayormente extranjeros, porque todos los habitantes nativos del archipiélago de las Comoras son musulmanes. Unos 500 católicos extranjeros residen en las islas Comoras, mientras que en Mayotte hay unos 2000 católicos, de los cuales 500 son criollos de la isla de Reunión y de Madagascar.

## Historia

### Antecedentes
Por el tratado del 25 de abril de 1841 el sultán de Mayotte cedió la isla a Francia, por lo que el 13 de junio de 1843 Francia tomó posesión de ella. El 4 de septiembre de 1848 el papa Pío IX erigió la prefectura apostólica de Mayotte, Santa María y Nosy Be, que el 27 de enero de 1851 fue extendida a Anjouan, Gran Comora y Mohéli. En 1887 la isla Santa María fue unida al vicariato apostólico de Madagascar (hoy arquidiócesis de Antananarivo). 
El 14 de junio de 1938, mediante el decreto Cum appellatio de la Congregación de Propaganda Fide, fue trasladada de Nosy Be a Ambanja y asumió el nombre de prefectura apostólica de Ambanja (hoy diócesis de Ambanja).
En 1946 el archipiélago de las Comoras se convirtió en un territorio de ultramar separado de Madagascar.
El 8 de marzo de 1951 la prefectura apostólica fue elevada a vicariato apostólico mediante la bula Ad potioris dignitatis del papa Pío XII. El 14 de septiembre de 1955 el vicariato apostólico fue elevado a diócesis de Ambanja mediante la bula Dum tantis del papa Pío XII. el 14 de septiembre de 1955 a diócesis de Ambanja. El 26 de junio de 1960 Madagascar se transformó en un país independiente.

### Sede en Comoras
La administración apostólica de las Islas Comoras fue erigida el 5 de junio de 1975 mediante el decreto Quo aptius de la Congregación para la Evangelización de los Pueblos separando territorio de la diócesis de Ambanja. El 6 de julio de 1975 las islas de Gran Comora, Anjouan y Mohéli se independizan de Francia como Comoras, mientras que Mayotte sigue siendo un territorio de ultramar francés (en 2011 pasó a ser departamento de ultramar).
El 1 de mayo de 2010 la administración apostólica fue elevada a vicariato apostólico mediante la bula Divini Salvatoris del papa Benedicto XVI.
La evangelización en las Comoras fue realizada en el pasado por los capuchinos, pero desde 1998 la misión está encomendada a los misioneros salvatorianos.

## Estadísticas
Según el Anuario Pontificio 2023 la diócesis tenía a fines de 2022 un total de 6546 fieles bautizados.
| Año                                                                             | Población            | Población | Población      | Sacerdotes | Sacerdotes    | Sacerdotes    | Bautizados por sacerdote | Diáconos permanentes | Religiosos | Religiosos | Parroquias |
| Año                                                                             | Bautizados católicos | Total     | % de católicos | Total      | Clero secular | Clero regular | Bautizados por sacerdote | Diáconos permanentes | Varones    | Mujeres    | Parroquias |
| ------------------------------------------------------------------------------- | -------------------- | --------- | -------------- | ---------- | ------------- | ------------- | ------------------------ | -------------------- | ---------- | ---------- | ---------- |
| 1980                                                                            | 1300                 | 330 000   | 0.4            | 4          | 1             | 3             | 325                      |                      | 3          | 3          |            |
| 1990                                                                            | 2800                 | 480 000   | 0.6            | 2          |               | 2             | 1400                     |                      | 2          | 7          | 2          |
| 1999                                                                            | 2000                 | 669 500   | 0.3            | 3          |               | 3             | 666                      |                      | 4          | 4          | 2          |
| 2000                                                                            | 2000                 | 669 500   | 0.3            | 3          |               | 3             | 666                      |                      | 3          | 4          | 2          |
| 2001                                                                            | 2000                 | 687 758   | 0.3            | 4          | 1             | 3             | 500                      |                      | 3          | 4          | 2          |
| 2002                                                                            | 2073                 | 722 145   | 0.3            | 4          | 1             | 3             | 518                      |                      | 4          | 4          | 2          |
| 2003                                                                            | 2075                 | 725 395   | 0.3            | 3          | 1             | 2             | 691                      |                      | 3          | 4          | 2          |
| 2004                                                                            | 4300                 | 907 000   | 0.5            | 4          | 1             | 3             | 1075                     |                      | 4          | 4          | 2          |
| 2007                                                                            | 6300                 | 975 165   | 0.6            | 3          |               | 3             | 2100                     |                      | 5          | 4          | 2          |
| 2010                                                                            | 6000                 | 800 000   | 0.7            | 6          |               | 6             | 1000                     |                      | 2          | 12         | 2          |
| 2014                                                                            | 7761                 | 1 081 993 | 0.7            | 7          |               | 7             | 1108                     |                      | 7          | 11         | 3          |
| 2017                                                                            | 7970                 | 1 153 960 | 0.7            | 7          |               | 7             | 1138                     |                      | 7          | 11         | 5          |
| 2020                                                                            | 9150                 | 1 142 416 | 0.8            | 8          | 2             | 6             | 1143                     |                      | 7          | 11         | 5          |
| 2022                                                                            | 6546                 | 1 145 209 | 0.6            | 6          |               | 6             | 1091                     |                      | 7          | 11         | 5          |
| Fuente: Catholic-Hierarchy, que a su vez toma los datos del Anuario Pontificio. |                      |           |                |            |               |               |                          |                      |            |            |            |

## Episcopologio
- Léon-Adolphe Messmer, O.F.M.Cap. † (5 de junio de 1975-2 de mayo de 1980 retirado)
- Jean Berchmans Eugène Jung, O.F.M.Cap. † (2 de mayo de 1980-1983 falleció)
  - Sede vacante (1983-1998)
- Jan Szpilka, S.D.S. (1 de abril de 1998-6 de junio de 2006 renunció)
- Jan Geerits, S.D.S. (6 de junio de 2006-1 de mayo de 2010 renunció)
- Charles Mahuza Yava, S.D.S., desde el 1 de mayo de 2010